# Borisav Đorđević
Borisav Bora Đorđević (ur. 1 listopada 1952 w Čačku, zm. 4 września 2024 w Lublanie) – serbski piosenkarz i autor tekstów. Założyciel i główny piosenkarz zespołu Riblja čorba. Zwolennik ruchu czetnickiego w Serbii. W latach 90. XX wieku był krytyczny wobec władzy Slobodana Miloševicia.

## Życiorys
Bora Đorđević urodził się 1 listopada 1952 w Čačku. Muzyczną karierę rozpoczął w latach 70., grając w klubach w Belgradzie i Čačku z grupami Zajedno, Suncokreti oraz Rani mraz, którą współtworzył z Đorđem Balaševiciem. Po kilku miesiącach spędzonych w tych zespołach, 15 sierpnia 1978 roku dołączył do zespołu SOS, który tworzyli Rajko Kojić (gitara), Miroslav Miša Aleksić (gitara basowa), Miroslav Vicka Milatović (bębny i perkusja). Następnie zespół zmienił nazwę na Riblja čorba. Przed rozpadem Jugosławii Riblja čorba zyskała popularność we wszystkich republikach. Đorđević pisał teksty piosenek między innymi dla Zdravka Čolicia, Nedy Ukraden oraz Željka Bebeka.
Popularność grupy Riblja čorba wpłynęła na problem z alkoholem Bory. Jego prowokacyjne, społecznie ukierunkowane piosenki uczyniły go jednym z najbardziej kontrowersyjnych muzyków w Jugosławii. Po wydaniu albumu Koza nostra w 1990 roku został oskarżony o „obrazę klasy robotniczej Jugosławii”, jednak oskarżenie zostało odrzucone.
Na początku wojny w Jugosławii Đorđević był żołnierzem serbskich wojsk w Republice Serbskiej i Republice Serbskiej Krajiny. Wraz z rozwojem sytuacji stał się przeciwnikiem polityki Slobodana Miloševicia. Swoje poglądy polityczne przedstawił w albumie wydanym w 1996 roku pod tytułem Njihovi dani w Banja Luce. Album wydał pod swoim imieniem, bez nazwy zespołu Riblja čorba.
Był członkiem Demokratycznej Partii Serbii w Belgradzie. Po zmianie władzy w Serbii w 2004 roku został mianowany doradcą ministra kultury. Rok później został zmuszony do opuszczenia stanowiska, po tym jak publicznie nazwał dziennikarzy B92 „zdradliwym bydłem”.
Ostatnie lata życia spędził w Słowenii. Zmarł w Lublanie 4 września 2024.

## Dyskografia

### Albumy solowe
- 1987: Arsen & Bora Čorba Unplugged '87
- 1988: Bora priča gluposti (Helidon)
- 1996: Njihovi dani (SIM Radio Bijeljina)[2]

### Zespół Zajedno
Single
- 1974: Vizija / Goro moja (PGP RTB)[2]

### Zespół Suncokret
Single
- 1975: Kara Mustafa / Moje bube (ZKP RTLJ)
- 1976: Gde ćeš biti, lepa Kejo / Pusto more, pusti vali (ZKP RTLJ)
- 1976: Rock ‘n’ Roll duku duku / Gili gili blues (Diskos)
- 1976: Oj, nevene / Tekla voda (ZKP RTLJ)[8]

Albumy
- 1977: Moje bube[8]

### Zespół Rani mraz
Single
- 1978: Računajte na nas / Strašan žulj (PGP RTB)
- 1978: Oprosti mi Katrin / Život je more (PGP RTB)[9]

### Zespół Riblja čorba
Single
- 1978: Lutka sa naslovne strane / On i njegov BMW (PGP RTB)
- 1979: Rock’n’roll za kućni savet / Valentino iz restorana (PGP RTB)
- 1980: Nazad u veliki prljavi grad / Mirno spavaj (PGP RTB)
- 1984: Priča o Žiki Živcu / Kad hodaš (Jugoton)
- 1987: Nesrećnice nije te sramota / Zašto kuče arlauče (PGP RTB)
- 1987: Zadnji voz za Čačak / Lud sto posto (PGP RTB)
- 2012: Uzbuna / Užasno mi nedostaje (Fidbox)[10]

Albumy
- 1979: Kost u grlu (PGP RTB)
- 1981: Pokvarena mašta i prljave strasti (PGP RTB)
- 1981: Mrtva priroda (PGP RTB)
- 1982: Buvlja pijaca (PGP RTB)
- 1982: U ime naroda (PGP RTB)
- 1984: Večeras vas zabavljaju muzičari koji piju (Jugoton)
- 1985: Istina (PGP RTB)
- 1986: Osmi nervni slom (PGP RTB)
- 1987: Ujed za dušu (PGP RTB)
- 1988: Priča o ljubavi obično ugnjavi (PGP RTB)
- 1988: Riblja Čorba 10 (PGP RTB)
- 1990: Koza nostra (PGP RTB)
- 1992: Labudova pesma (Samy)
- 1993: Zbogom Srbijo (WIT)
- 1995: Nema laži, nema prevare – Zagreb uživo '85 (Biveco)
- 1996: Od Vardara pa do Triglava
- 1996: Ostalo je ćutanje (WIT)
- 1997: Beograd, uživo '97 – 1 i Beograd, uživo '97 – 2 (Hi Fi Centar)
- 1997: Treći srpski ustanak (Čorba Records)
- 1999: Nojeva barka (Hi-Fi Centar)
- 2001: Pišanje uz vetar (Hi-Fi Centar)
- 2003: Ovde (Hi-Fi Centar)
- 2005: Trilogija 1: Nevinost bez zaštite (M-Factory)
- 2006: Trilogija 2: Devičanska ostrva (M-Factory)
- 2006: Trilogija 3: Ambasadori loše volje (M-Factory)
- 2008: Gladijatori u BG Areni (City Records)
- 2008: Trilogija (City Records)[11]